# Trond Høvik
Trond Høvik (* 5. Mai 1966 in Bergen, Norwegen) ist ein norwegischer Schauspieler.

## Leben
Trond Høvik wurde 1966 geboren.
Am 4. Februar 2010 wurde er vom Radio Theatre mit dem Blue Bird für seine Rolle als Egil Skallagrimson in der Egils Saga ausgezeichnet. Seit 1994 war er an mehr als 50 Film- und Fernsehproduktionen beteiligt.

## Filmografie (Auswahl)
- 1995: Eggs
- 1996: Hamsun
- 1997: Salige er de som tørster
- 1997: Barbara
- 1997: Mendel
- 1997: Budbringeren
- 1998: 1732 Høtten
- 1998: Cellofan
- 1999: Magnetisørens femte vinter
- 2000: Get Ready to Be Boyzvoiced
- 2000: Da jeg traff Jesus med sprettert
- 2001: Det største i verden
- 2001: Steppdans
- 2001: Amatørene
- 2002: Folk flest bor i Kina
- 2002: Tyven, tyven
- 2002: Endelig fredag
- 2003: Uti vår hage
- 2003: Fia og klovnene
- 2003: Sejer (Fernsehserie)
- 2004: Alt for Egil
- 2004: Pappa
- 2007: 5 grøss fra Vestlandet
- 2012: Lilyhammer (Fernsehserie)
- 2012: NAV (Fernsehserie)
- 2012: Die Legende vom Weihnachtsstern
- 2013: Solan og Ludvig
- 2014: Mammon (Fernsehserie)
- 2015: Solan og Ludvig
- 2016: Aber Bergen (Fernsehserie)
- 2016: Snøfall
- 2017: Folkevalgt
- 2018: Epleslang
- 2018: Månelyst i Flåklypa
- 2023: R.I.P Henry (Fernsehserie)
- 2023: Schneewelt – eine Weihnachtsgeschichte (Snøfall 2)
- 2023: The Fortress (Fernsehserie)
- 2021–2024: Next Summer (Fernsehserie)